# BPIFA3
BPIFA3 (англ. BPI fold containing family A member 3) – білок, який кодується однойменним геном, розташованим у людей на короткому плечі 20-ї хромосоми. Довжина поліпептидного ланцюга білка становить 254 амінокислот, а молекулярна маса — 28 436.
| 10         |  | 20         |  | 30         |  | 40         |  | 50         |
| ---------- |  | ---------- |  | ---------- |  | ---------- |  | ---------- |
| MMCPLWRLLI |  | FLGLLALPLA |  | PHKQPWPGLA |  | QAHRDNKSTL |  | ARIIAQGLIK |
| HNAESRIQNI |  | HFGDRLNASA |  | QVAPGLVGWL |  | ISGRKHQQQQ |  | ESSINITNIQ |
| LDCGGIQISF |  | HKEWFSANIS |  | LEFDLELRPS |  | FDNNIVKMCA |  | HMSIVVEFWL |
| EKDEFGRRDL |  | VIGKCDAEPS |  | SVHVAILTEA |  | IPPKMNQFLY |  | NLKENLQKVL |
| PHMVESQVCP |  | LIGEILGQLD |  | VKLLKSLIEQ |  | EAAHEPTHHE |  | TSQPSACQAG |
| ESPS       |  |            |  |            |  |            |  |            |

A: Аланін

C: Цистеїн

D: Аспарагінова кислота

E: Глутамінова кислота

F: Фенілаланін

G: Гліцин

H: Гістидин

I: Ізолейцин

K: Лізин

L: Лейцин

M: Метіонін

N: Аспарагін

P: Пролін

Q: Глутамін

R: Аргінін

S: Серин

T: Треонін

V: Валін

W: Триптофан

Задіяний у такому біологічному процесі, як альтернативний сплайсинг. 
Секретований назовні.